# SF Said
SF Said (* Mai 1967 in Beirut) ist ein britischer Journalist und Schriftsteller libanesischer Herkunft.
Said lebt seit 1969 in London. Nach einem Studium der Kriminologie an der Universität Cambridge arbeitete er zuerst als Journalist für den Daily Telegraph und wurde mehrfach für seine Artikel ausgezeichnet. Er programmierte das Edinburgh Film Festival und war Mitglied in der Jury des Whitbread Children’s Book Award, bevor er selbst zu schreiben begann. Sein erstes Kinderbuch „Varjak Paw“ (dt. Titus Tatz) gewann 2003 den renommierten Nestlé Smarties Book Prize, 6–8 Jahre.

## Werke
- Varjak Paw, Ill. von Dave McKean (David Fickling, London, 2003); dt. Titus Tatz, Carlsen, München 2005
- The Outlaw Varjak Paw, Ill. McKean (Fickling, 2005); dt. Jagd auf Titus Tatz, Carlsen, 2006
- Phoenix (Fickling, 2013)
- Tyger (Fickling, 2023); dt. Tyger, edelkids, München 2024, ISBN 978-3-96129-411-4.